# مسجد ودان العتيق
مسجد ودّان العتيق - بودان الجفرة في -ليبيا يطلق عليه مسجد لبلاد أو مسجد ودان العتيق وأول من خط قبلته أحمد الزروق وهو مبنى من الطوب واسقف النخيل.